# Burg Lüneburg
Die Burg  Lüneburg ist eine abgegangene Höhenburg, die auf dem
Lüneburger Kalkberg in Niedersachsen stand. Sie wurde im Jahr 1371 während des Lüneburger Erbfolgekrieges zerstört. Im 17. Jahrhundert entstand an ihrer Stelle eine Festung, die Anfang des 19. Jahrhunderts abgetragen wurde. Durch den Abbau von Gips, aus dem der Berg besteht, haben sich nur wenige Baureste der Befestigungsanlagen erhalten.

## Geschichte
Hermann Billung errichtete in der Mitte des 10. Jahrhunderts auf dem Plateau des Kalkberges eine Burg. Erstmals urkundlich erwähnt wird sie 956 in einer Urkunde, in der auch die Lüneburger Salzgewinnung erstmals bezeugt ist. Demzufolge diente die Burg neben der Abwehr der Wenden insbesondere dem Schutz der Salzgewinnungsanlagen.
Die Lüneburg teilte das Schicksal des Herzogtums Sachsen, ging also nach dem Tode des letzten Billungers Magnus 1106 zunächst an Lothar von Süpplingenburg und 1139 an den Welfen Heinrich den Stolzen. Dessen Sohn Heinrich der Löwe hielt sich oft auf der Burg auf. Er verlor sie in der Auseinandersetzung mit Friedrich Barbarossa, der 1181 Lüneburg eroberte. Erst nach dessen Tod 1190 erlangte Heinrich der Löwe Lüneburg und die Burg zurück. 1371 zerstörten Bürger aus Lüneburg im Lüneburger Erbfolgekrieg die Burg, die anschließend geschleift wurde.
Nachdem der Kalkberg 1393 in den Besitz der Stadt Lüneburg übergegangen war, wurde auf ihm ein Turm mit umgebender Befestigung errichtet. Auf späteren Darstellungen ist der Turm zu sehen, wobei es für möglich gehalten wird, dass es sich um den Turm der ursprünglichen Burg handelt. Von 1639 bis 1645 ließ der Lüneburger Herzog den Kalkberg zur Festung ausbauen.
Sie wurde nach 1802 niedergelegt. Die einzigen Baureste der Befestigungsanlagen stammen aus der Zeit der Festung des 17. Jahrhunderts. Dies sind ein Brunnen und zwei kurze Abschnitte einer Backsteinmauer.

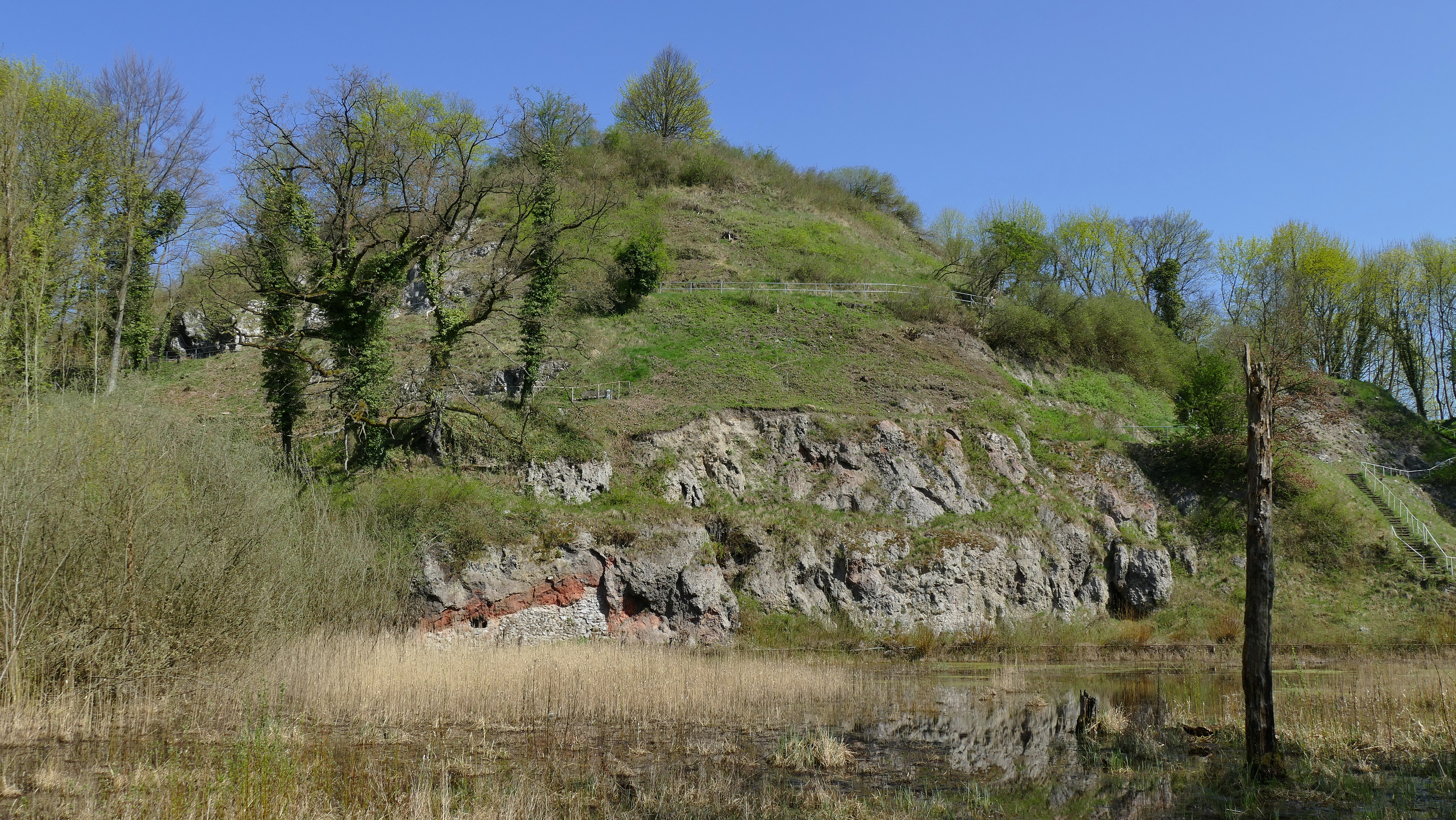
Der Lüneburger Kalkberg als Standort von Burg und Festung Lüneburg
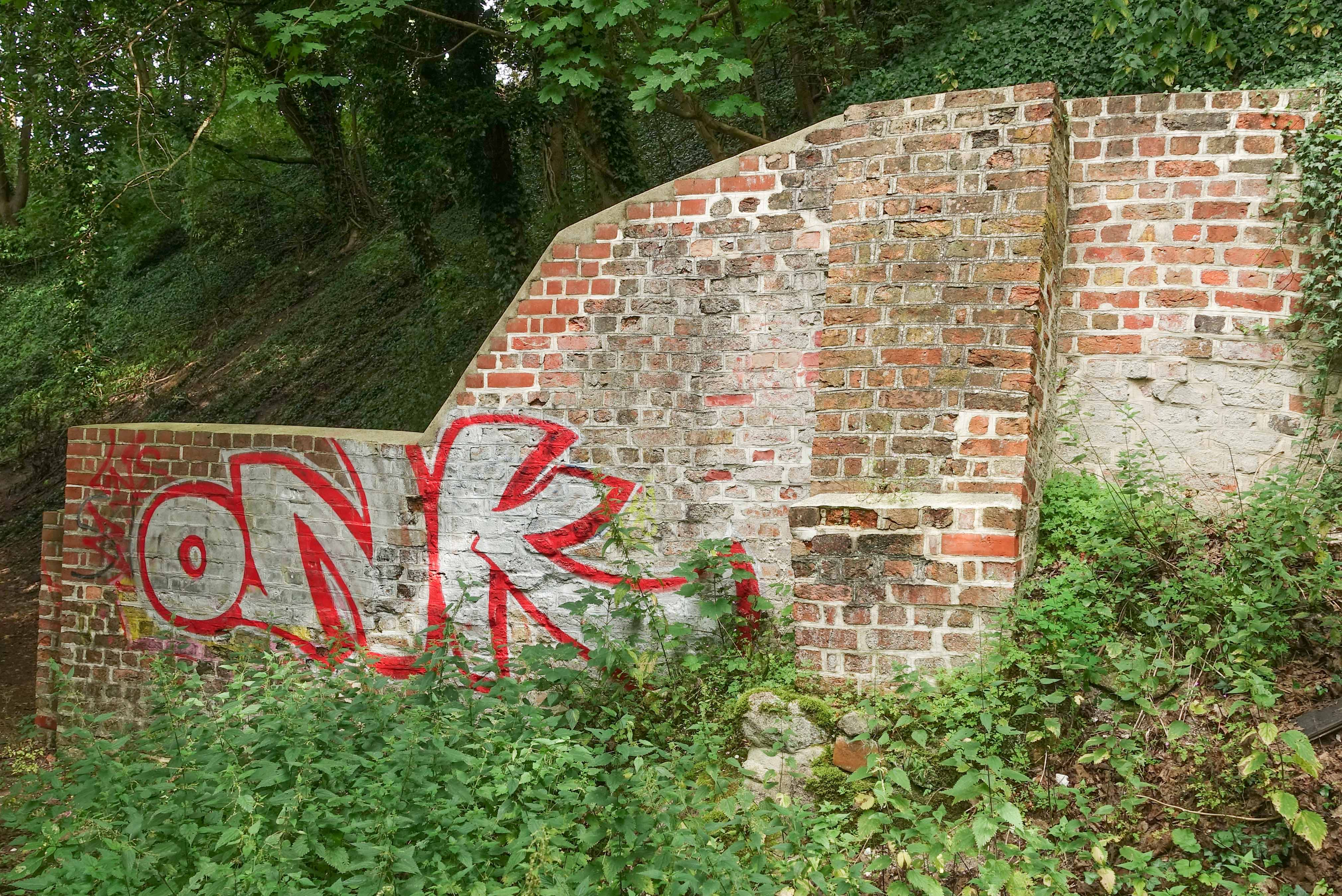
Der Rest der Befestigungsmauer im Nordwesten des Kalkbergs von Lüneburg